# Luigi Francesco di Borbone-Conti
Luigi Francesco di Borbone, principe di Conti (Parigi, 13 agosto 1717 – Parigi, 2 agosto 1776), è stato un nobile, diplomatico e generale francese.
Luigi Francesco, principe di Borbone-Conti, conte della Marca dal 1727, duca di Mercœur, principe di sangue reale, era figlio di Luigi Armando II di Borbone-Conti (1695 – 1727) e di Luisa Elisabetta di Borbone-Condé (1693 – 1775).
Egli fu uno dei personaggi chiave dell'opposizione dei principi a Luigi XV: egli giocò un ruolo centrale nella vita della corte nella Reggia di Versailles fra gli anni 1740 e 1750 e un ruolo ambiguo nella vita della città di Parigi negli anni 1760 e 1770.
Luigi Francesco fu inoltre uno dei più grandi collezionisti della seconda metà del secolo XVIII.

## Biografia
Luigi Francesco, a differenza del padre gobbo e deforme, era un uomo prestante, alto e diritto. Cugino di Luigi XV, Luigi Francesco di Borbone-Conti fu battezzato solo all'età di 26 anni, avendo come padrino lo stesso re e per madrina Elisabetta Carlotta di Baviera, principessa palatina, duchessa d'Orleans.
Fu allevato prima presso il Liceo Louis-le-Grand, gestito dai gesuiti e poi continuò i suoi studi sotto la direzione di un precettore, anch'egli fornito dalla Compagnia di Gesù.
Sposò il 22 gennaio 1732 Luisa Diana di Borbone-Orléans (1716 – 1736), detta Mademoiselle de Chartres.

### La carriera militare

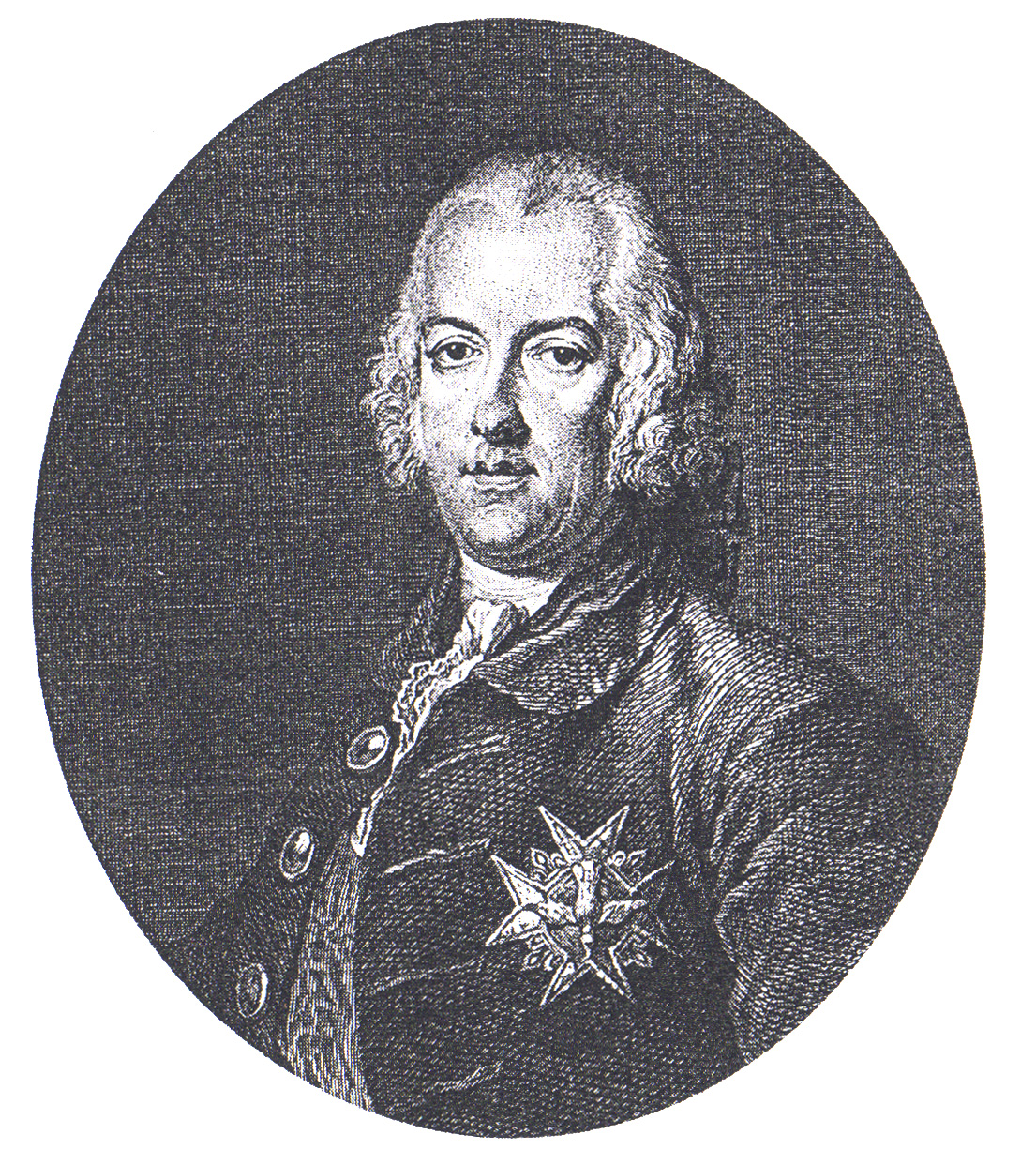
Romanet Le Tellier: Ritratto del Principe Luigi Francesco di Borbone-Conti

Il giovane principe Luigi Francesco condusse una brillante carriera militare nell'armata del re. Venne nominato cavaliere dell'Ordine dello Spirito Santo il 1º gennaio 1733. Partecipò quindi alla Guerra di successione polacca nel 1733 agli ordini del maresciallo di Berwick.
Tornato a Parigi nell'inverno, nella primavera del 1734 partecipò all'assedio di Filisburgo e il 15 giugno venne nominato maresciallo di campo. L'anno successivo, raggiunta l'armata francese in Germania, fu promosso tenente generale.
Crudelmente provato dal decesso della consorte Luisa Diana d'Orléans nel 1736, si ritirò nel suo castello dell'Isle-Adam ove trascorre due anni cercando di lenire il proprio dolore e dedicandosi alla sua passione: la caccia.
All'inizio della Guerra di successione austriaca chiese di poter comandare un reparto dell'esercito ma, non avendo avuto soddisfazione, partì senza autorizzazione per raggiungere l'armata del maresciallo de Maillebois. Quando il re apprese il fatto lo fece arrestare ma, grazie all'intercessione della madre, poté fare la campagna di Boemia come semplice volontario senza gradi. Il 27 maggio 1743 nella battaglia di Deckendorf, dove combatté valorosamente, fu colpito il suo cavallo ed egli perse tutto l'equipaggiamento. Il suo coraggio toccò profondamente Luigi XV, che lo ricevette sfarzosamente al castello di Fontainebleau il 9 novembre e gli conferì un appannaggio di 39.000 lire per il valore dimostrato. Il 1º febbraio 1744 il Conti ricevette il comando di un'armata di 30.000 uomini che si avviò a combattere contro Carlo Emanuele III, re di Sardegna insieme agli spagnoli. Egli raggiunse il 14 di marzo le truppe alleate, comandate dall'Infante di Spagna Don Filippo, che era anche comandante delle due armate riunite. In aprile Conti occupò le città di Apremont e di Les Marches e la città di Nizza. Il giorno 20 attaccò la città di Villafranca Marittima ed il 22 prese il forte di Mont Alban sulle alture di Nizza. Assediò quindi Demonte che fu conquistata il 17 agosto.
Al momento della battaglia di Cuneo, il 30 settembre, Conti alla testa delle sue truppe caricò il nemico su una delle sue batterie e rivolse le sue bocche da fuoco contro di essa. Prima gli morì sotto la sella un cavallo, quindi un secondo e lui stesso fu ferito da un proiettile che trapassò la sua corazza. La vittoria fu sua ma non riuscì a conquistare la città di Cuneo, nel frattempo posta sotto assedio e, in disaccordo con il comandante spagnolo, levò l'assedio e rientrò il 9 dicembre a Parigi. Il trionfo lo rese ancor più fiero ed ambizioso. Chiese al re incarichi militari sempre più importanti ma Luigi XV non osava affidargliele poiché, in un certo senso, temeva il cugino. Grazie alla sua popolarità, il giovane principe, che pareva riuscire in tutto, era divenuto un personaggio troppo influente a corte e nell'esercito. Nel 1745 il principe di Conti ricevette il comando dell'armata del Basso Reno ma con l'ordine di rimanere sulla difensiva. Il 1º maggio 1746 divenne comandante in capo, prese Mons il 12 luglio e Charleroi il 1º agosto. In ricompensa Luigi XV gli concesse sei pezzi di artiglieria che orneranno l'ingresso al cortile del Castello di L'Isle-Adam, ma a seguito di una controversia con il maresciallo de Saxe nelle Fiandre, dette le dimissioni e rientrò in Francia. Il 15 agosto Conti si presentò davanti al re e ai cortigiani. L'incontro fu cordiale e Luigi XV gli conferì il brevetto di generalissimo. Ma essendosi il maresciallo de Saxe lamentato della condotta non eccellente del principe, Luigi XV ebbe con Conti una discussione tempestosa a seguito della quale quest'ultimo, umiliato e infuriato, decise di ritirarsi a L'Isle-Adam. Fu dunque con un litigio con il re che finì la sua brillante carriera militare.

### Cortigiano
I rapporti fra il principe di Conti ed il re rimasero sempre piuttosto difficili. Il re stimava suo cugino per le sue capacità in materia politica, militare e giuridica ma nello stesso tempo ne temeva l'ambizione. Malgrado ciò Luigi XV, circondato da consiglieri non sempre privi di ambizioni personali, stanco degli intrighi politici che si tramavano intorno a lui, cercava nel cugino il confidente che gli mancava.
Protetto dall'amante del re, la duchessa di Châteauroux, il principe di Conti guadagnò influenza sul re fino alla morte di quest'ultima, avvenuta nel 1744.
L'ascesa di Jeanne-Antoinette Poisson, marchesa di Pompadour ad amante favorita del re tolse al Conti un importante appoggio. Ella temeva, al pari del re, l'ambizione del principe di Conti e, conseguentemente, l'influenza che questi aveva sul re stesso. Ella perciò cercò di smontare nell'animo del re la considerazione che questi aveva per il rampante cugino, cosa che ebbe un certo successo considerata l'esitazione costante del re stesso nell'affidarsi al principe di Conti.

### Ministro e diplomatico

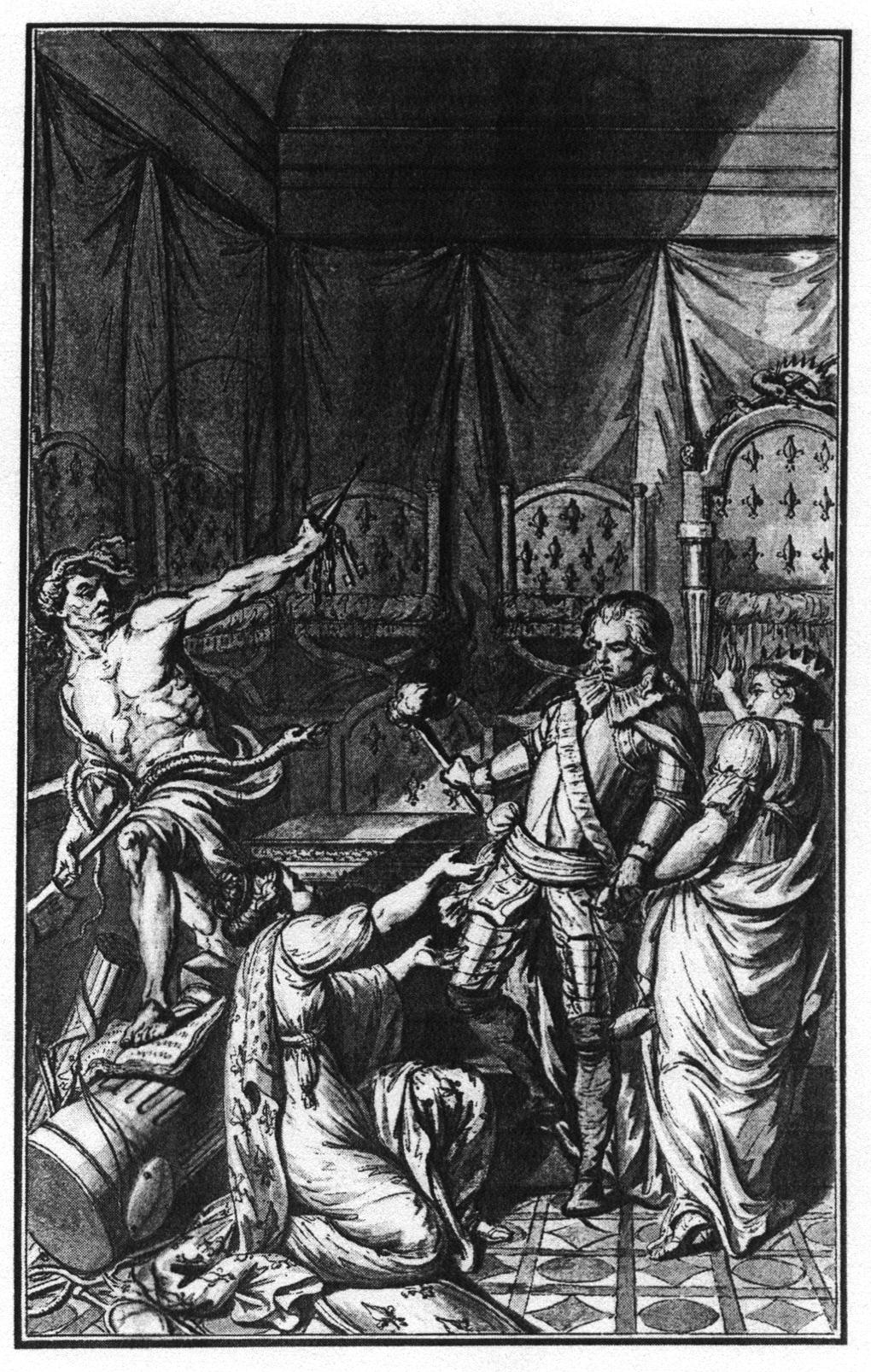
Philippe Louis Parizeau. Il principe di Conti difensore della patria

A partire dalla fine del 1752 Luigi XV accettò il consiglio di suo cugino a favore di una corrispondenza segreta con i suoi ambasciatori. Nominato Ministro senza portafoglio nel 1753, Conti fu posto a capo del servizio privato di spionaggio del re. Esso contava su una rete di agenti segreti che procuravano al re informazioni su tutte le corti d'Europa. Questa rete parallela alle vie diplomatiche ufficiali era stata istituita da Luigi XV per due motivi: (a) egli diffidava dei propri rappresentanti diplomatici e (b) contava di far eleggere il cugino re di Polonia, come aveva già cercato di fare, senza successo, il suo antenato.
Effettivamente Luigi XV si trovava in una situazione paragonabile a quella del suo bisnonno, Luigi XIV, che cercava di allontanare dalla corte i principi di sangue reale che avrebbero potuto – come ai tempi della Fronda – erigersi nuovamente contro il potere del re.
Luigi XV tentò la stessa via: cercò di soddisfare le ambizioni politiche del cugino con il trono polacco. Piazzandolo alla testa della monarchia di Polonia egli avrebbe potuto conservare un alleato importante in Europa, beneficiario del suo appoggio, e nel contempo allontanarlo dalla corte di Versailles. Questa strategia tuttavia non era condivisa da alcuni consiglieri del re, che non apprezzavano le qualità politiche del principe di Conti.
Durante tutto questo periodo il principe di Conti fu un vero e proprio potente intermediario alla corte di Versailles e gli altri ministri e consiglieri del re vedevano in lui una minaccia alle loro ambizioni. Molto presto si creò a corte, sotto l'impulso della marchesa di Pompadour, una opposizione interna al principe.
Il re d'altro canto era il primo a ricordarsi della Fronda dell'inizio del secolo XVII e non ignorava affatto che il principe di Conti avrebbe fatto qualunque cosa per soddisfare le sue personali ambizioni. Egli aveva mostrato più volte di non essere sempre tra i nobili più fedeli al re.

### Gran Priore dell'Ordine di Malta
Sotto l'influenza della marchesa Pompadour Luigi XV cercò altre funzioni per il principe di Conti, funzioni che gli procurassero un incarico non solo prestigioso e ben remunerato, ma che allo stesso tempo ne implicassero la lontananza dalla corte francese. Intervenendo presso Papa Benedetto XIV il re ottenne che il principe di Conti fosse eletto il 16 aprile 1749, Gran Priore del Sovrano Ordine di Malta a Parigi.
Nonostante inizialmente l'Ordine fosse piuttosto scettico all'arrivo di questo principe di sangue reale con una nota reputazione di ateo e di libertino alla testa dell'Ordine stesso, Conti adempì molto presto ai suoi doveri di gran priore e contribuì alla prosperità dell'Ordine. Egli fece costruire nuovi fabbricati, locati soprattutto a nobili, all'interno del recinto della Torre del Tempio, e quindi al di fuori della giurisdizione del re di Francia. Come Gran Priore egli godeva dell'usufrutto del palazzo relativo e dei privilegi legati alla carica, fra i quali la franchigia, il diritto d'asilo e certe altre libertà nei confronti della giurisdizione reale. Pur non essendo il regno di Polonia, il priorato dell'ordine era un piccolo regno indipendente al centro di Parigi. A partire dal 1756 Conti si installò definitivamente nel palazzo priorale per condurvi la vita di un principe-sovrano e lottò contro l'assolutismo monarchico che egli riteneva dispotico.

### Il frondista contro l'assolutismo
In quanto Gran Priore, Conti utilizzò l'avvocato giansenista Louis Adrien Le Paige quale balivo del Tempio. Questi, oltre che per i suoi scritti teologici, era noto per gli attacchi al dispotismo reale ed alla Compagnia di Gesù.
Egli collaborò con il Conti alla redazione di progetti di legge ed a rimostranze che il principe proponeva con grande eloquenza dinnanzi al parlamento. Con l'evoluzione del giansenismo da movimento teologico a movimento politico emersero numerosi conflitti con l'autorità ecclesiastica. Le polemiche si trascinarono per oltre mezzo secolo (dalla pubblicazione (postuma) di Cornelius Jansen, l'Augustinus , avvenuta nel 1640. Sollecitato da Luigi XIV, Papa Clemente XI emise nel 1713 la bolla Unigenitus con la quale venivano condannate numerose tesi gianseniste e, fra l'altro, venivano fatte salve le tradizioni gallicane. Numerosi parlamentari si opposero all'intervento del papa nella politica religiosa condotta in Francia. Luigi XIV si mantenne fedele al papa e vietò al parlamento di pronunciarsi su questa materia e per questo a più riprese il parlamento fu esautorato. Il principe di Conti, membro della Camera dei Pari del Parlamento di Parigi per diritto di nascita, operò come intermediario fra le opposte parti fino al 1756. Egli aveva molta influenza sul re e sul parlamento e poté così negoziare accordi fra questi due poteri. Egli si impegnò senza ambiguità dalla parte dei parlamentari solo dopo la rottura con Luigi XV. Influenzato dalle teorie gianseniste, egli si persuase che il re doveva essere solo un primus inter pares, cedendo al parlamento il diritto di giudicare le nuove leggi ed ai prìncipi di sangue reale una parte del governo del regno.
Il grande scontro fra il principe di Conti e Luigi XV si verificò all'inizio della Guerra dei sette anni, nel 1756. Precedentemente erano già sorte grosse difficoltà fra il principe ed il re a proposito del rovesciamento delle alleanze. La firma di un trattato fra l'antico alleato della Francia, la Prussia, ed il tradizionale nemico della prima, l'Inghilterra, diede origine a nuove riflessioni sulla posizione strategica della Francia in Europa, che si concretizzarono in una nuova alleanza fra Austria e Francia ed, infine, in un'altra guerra.
La marchesa di Pompadour si dimostrò favorevole al rovesciamento delle alleanze mentre il principe di Conti vi era contrario. Egli si era espresso su questo punto con il suo Système de politique générale, nel quale egli perorava la stabilità delle potenze europee così come erano state definite nella Pace di Vestfalia del 1648, seguendo in questo la politica che era già stata condotta da Richelieu e Mazarino: egli voleva mantenere l'alleanza con la Turchia, la Polonia e la Prussia contro l'Austria. Il re, che in un primo momento condivideva l'opinione del capo della sua diplomazia segreta, cambiò idea. Dopo il Trattato di Versailles del 1756, la nuova alleanza con l'Austria fu messa alla prima prova con la Guerra dei sette anni e la Francia fu sconfitta dalla Prussia e dall'Inghilterra. Fin dall'inizio della guerra Conti, contrario all'alleanza con l'Austria, litigò con il re. Sempre nel medesimo anno, allorché egli prese posizione in Parlamento contro una nuova imposta per finanziare la guerra e quando capì che il re non gli avrebbe affidato alcun comando nella guerra, la rottura fra i due divenne definitiva. A partire da quell'anno il principe di Conti fu bandito da corte ed egli si ritirò da Versailles, dividendo la propria sede fra il castello di L'Isle-Adam e il palazzo del Tempio a Parigi. Conti conobbe il suo più gran successo come oppositore dopo il rinnovo del parlamento di Parigi con uno più favorevole al re, con quello che fu chiamato più tardi: «il colpo di stato di Maupeou ». Questa fu una nuova occasione per il Conti di impegnarsi apertamente contro il re. Egli riuscì a convincere gli altri principi di sangue reale ad indirizzare una nota di protesta al re contro il rinnovo del parlamento. In segno di rimostranza, questi ultimi lasciarono la corte, con la sola eccezione di Luigi Francesco Giuseppe, conte di La Marche, figlio dello stesso principe di Conti, in conflitto con il padre ormai da lungo tempo. I prìncipi di sangue reale tornarono a Versailles nel 1772 ma il Conti non vi mise più piede fino al giorno della morte di Luigi XV, il 10 maggio 1774.

### Principe illuminato, collezionista e mecenate

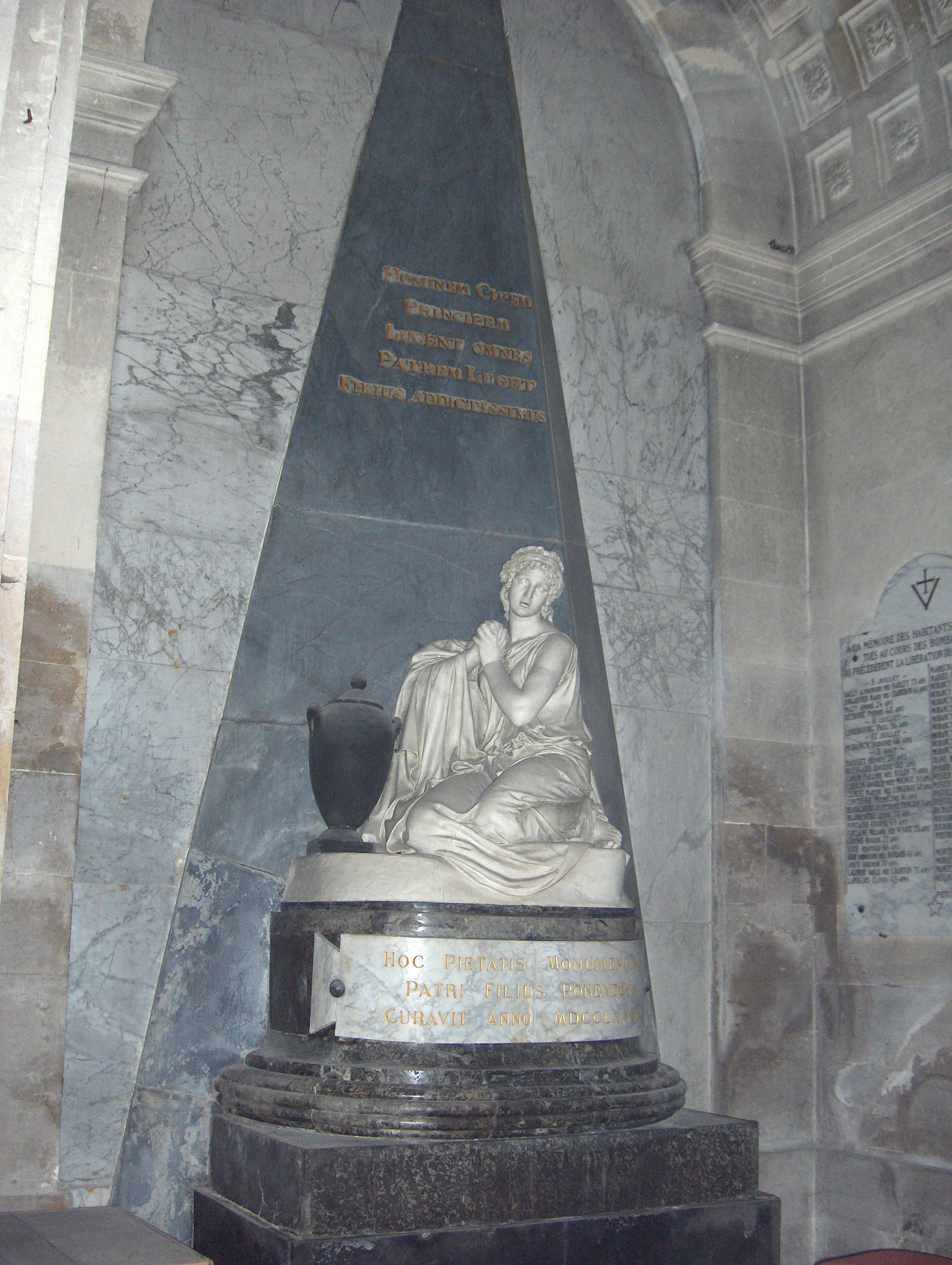
Monumento funebre di Luigi Francesco di Borbone-Conti

Consigliato dalla sua amante, la contessa di Boufflers, egli proteggeva i filosofi e teneva nel palazzo del Tempio un salotto ove si criticava spesso la corte di Versailles. Protesse Jean-Jacques Rousseau, che abitò nel suo castello di Trie. Versò una pensione vitalizia di 1900 lire al Beaumarchais. Lui stesso era un discreto scrittore, un ottimo oratore ed un abile musicista. Presso la sua residenza, nel 1761, venne eseguita, per la terza volta in forma ufficiale, l'opera Le Muse galanti, composta da Jean-Jacques Rousseau.
Si mise a fare collezione di ogni sorta di oggetti d'arte e di curiosità e formò una delle più importanti collezioni della seconda metà del secolo XVIII. Rientrato a Parigi verso la fine del giugno 1776, si riconciliò con il figlio ma si rifiutò di ricevere il soccorso religioso in punto di morte. La sua salma, inumata provvisoriamente al castello di L'Isle-Adam, fu traslata nella cappella funeraria costruita su ordine di Luigi Francesco Giuseppe di Borbone-Conti all'estremità nord del transetto della chiesa di L'Isle-Adam.

### Matrimonio e figli
Dalla moglie, Luisa Diana d'Orléans, ebbe un solo figlio, maschio:
- Luigi Francesco Giuseppe (1734 – 1814), conte della Marca, che sarà l'ultimo dei principi di Borbone-Conti.

Dal legame con Maria-Claudia Gaucher-Dailly, detta Madame de Brimont, ebbe due figli che riconobbe tali soltanto nel testamento redatto l'antivigilia della propria morte:
- Francesco Claudio Fausto di Borbone-Conti (1771 – 1833), marchese di Rémoville; Luigi XVIII, nel 1815, gli concesse il titolo di marchese di Borbone-Conti; morì celibe e senza figli;
- Mario Francesco Felice di Borbone-Conti (1772 – 1840), cavaliere d'Hattonville e conte di Borbone-Conti; sposò Louise Angélique Herminie de La Brousse de Verteillac (1797-1881), ma non ebbe figli.

Ê controverso se da una relazione con Luisa Giovanna de Durfort Mazarin, duchessa de Mazarin, de Mayenne e de La Mailleraye e moglie di Luigi Maria d'Aumont de Rochebaron, duca d'Aumont, abbia avuto una figlia:
- Amelia Gabriella Stefania Luisa di Borbone-Conti (1756-1825). Costei infatti sostenne per tutta la sua vita di essere la figlia del principe facendosi chiamare con il titolo di contessa di Montcairzain, anagramma di Conti e Mazarin: una pensione ricevuta da Luigi XVI nel 1788 indurrebbe a crederle, così come il permesso concessole nel 1795 dal Tribunale Rivoluzionario di poter visitare la cugina Madame Royale al Tempio. Di lei restano delle Memorie pubblicate nel 1798. Sposò il procuratore di Lons-le-Saunier, Antoine Billet.

## Ascendenza
|                                    |                                    |                                    | Genitori                          |  |  | Nonni |  |  | Bisnonni                 |  |  | Trisnonni                  |  |
|                                    |                                    |                                    |                                   |  |  |       |  |  | Armando di Borbone-Conti |  |  | Enrico II di Borbone-Condé |  |
|                                    |                                    |                                    |                                   |  |  |       |  |  | Armando di Borbone-Conti |  |  | Enrico II di Borbone-Condé |  |
|                                    |                                    | Carlotta Margherita di Montmorency |                                   |  |  |       |  |  | Armando di Borbone-Conti |  |  |                            |  |
| Francesco Luigi di Borbone-Conti   |                                    |                                    |                                   |  |  |       |  |  | Armando di Borbone-Conti |  |  |                            |  |
|                                    |                                    | Anna Maria Martinozzi              | Geronimo Martinozzi               |  |  |       |  |  |                          |  |  |                            |  |
|                                    |                                    | Anna Maria Martinozzi              | Geronimo Martinozzi               |  |  |       |  |  |                          |  |  |                            |  |
|                                    |                                    | Anna Maria Martinozzi              | Laura Margherita Mazarino         |  |  |       |  |  |                          |  |  |                            |  |
| Luigi Armando II di Borbone-Conti  |                                    | Anna Maria Martinozzi              |                                   |  |  |       |  |  |                          |  |  |                            |  |
|                                    |                                    | Enrico III Giulio di Borbone-Condé | Luigi II di Borbone-Condé         |  |  |       |  |  |                          |  |  |                            |  |
|                                    |                                    | Enrico III Giulio di Borbone-Condé | Luigi II di Borbone-Condé         |  |  |       |  |  |                          |  |  |                            |  |
|                                    |                                    | Enrico III Giulio di Borbone-Condé | Claire Clémence de Maillé Brézé   |  |  |       |  |  |                          |  |  |                            |  |
| Maria Teresa di Borbone-Condé      |                                    | Enrico III Giulio di Borbone-Condé |                                   |  |  |       |  |  |                          |  |  |                            |  |
|                                    |                                    | Anna Enrichetta del Palatinato     | Edoardo del Palatinato            |  |  |       |  |  |                          |  |  |                            |  |
|                                    |                                    | Anna Enrichetta del Palatinato     | Edoardo del Palatinato            |  |  |       |  |  |                          |  |  |                            |  |
|                                    |                                    | Anna Enrichetta del Palatinato     | Anna Maria di Gonzaga-Nevers      |  |  |       |  |  |                          |  |  |                            |  |
| Luigi Francesco di Borbone-Conti   |                                    | Anna Enrichetta del Palatinato     |                                   |  |  |       |  |  |                          |  |  |                            |  |
|                                    | Enrico III Giulio di Borbone-Condé | Luigi II di Borbone-Condé          |                                   |  |  |       |  |  |                          |  |  |                            |  |
|                                    | Enrico III Giulio di Borbone-Condé | Luigi II di Borbone-Condé          |                                   |  |  |       |  |  |                          |  |  |                            |  |
|                                    | Enrico III Giulio di Borbone-Condé | Claire Clémence de Maillé Brézé    |                                   |  |  |       |  |  |                          |  |  |                            |  |
| Luigi III di Borbone-Condé         | Enrico III Giulio di Borbone-Condé |                                    |                                   |  |  |       |  |  |                          |  |  |                            |  |
|                                    |                                    | Anna Enrichetta del Palatinato     | Edoardo del Palatinato            |  |  |       |  |  |                          |  |  |                            |  |
|                                    |                                    | Anna Enrichetta del Palatinato     | Edoardo del Palatinato            |  |  |       |  |  |                          |  |  |                            |  |
|                                    |                                    | Anna Enrichetta del Palatinato     | Anna Maria di Gonzaga-Nevers      |  |  |       |  |  |                          |  |  |                            |  |
| Luisa Elisabetta di Borbone-Condé  |                                    | Anna Enrichetta del Palatinato     |                                   |  |  |       |  |  |                          |  |  |                            |  |
|                                    |                                    | Luigi XIV di Francia               | Luigi XIII di Francia             |  |  |       |  |  |                          |  |  |                            |  |
|                                    |                                    | Luigi XIV di Francia               | Luigi XIII di Francia             |  |  |       |  |  |                          |  |  |                            |  |
|                                    |                                    | Luigi XIV di Francia               | Anna d'Asburgo                    |  |  |       |  |  |                          |  |  |                            |  |
| Luisa Francesca di Borbone-Francia |                                    | Luigi XIV di Francia               |                                   |  |  |       |  |  |                          |  |  |                            |  |
|                                    |                                    | Françoise-Athénaïs di Montespan    | Gabriel de Rochechouart-Mortemart |  |  |       |  |  |                          |  |  |                            |  |
|                                    |                                    | Françoise-Athénaïs di Montespan    | Gabriel de Rochechouart-Mortemart |  |  |       |  |  |                          |  |  |                            |  |
|                                    |                                    | Françoise-Athénaïs di Montespan    | Diane de Grandseigne              |  |  |       |  |  |                          |  |  |                            |  |
|                                    |                                    | Françoise-Athénaïs di Montespan    |                                   |  |  |       |  |  |                          |  |  |                            |  |

## Al cinema
Nel 1994, Michel Piccoli vestì il ruolo del Principe di Conti nel film d'Édouard Molinaro Beaumarchais, l'insolente a fianco di Fabrice Luchini nel ruolo principale.